# Still Life with Guitar
Still Life with Guitar je čtrnácté studiové album britského hudebníka Kevina Ayerse vydané v lednu 1992. Jeho producenty byli Ayers a Dave Vatch a vedle jiných na něm hráli Mike Oldfield, Gavin Harrison, B. J. Cole a Ollie Halsall.
Jde o jeho poslední album až do roku 2007, kdy vydal The Unfairground a celkově o předposlední album v jeho kariéře.

## Seznam skladeb
| Pořadí | Název                         | Autor                      | Délka |
| ------ | ----------------------------- | -------------------------- | ----- |
| 1.     | Feeling This Way              | Ayers                      | 2:43  |
| 2.     | Something in Between          | Ayers, Mark Nevin          | 3:15  |
| 3.     | Thank You Very Much           | Ayers                      | 3:18  |
| 4.     | There Goes Johnny             | Ayers                      | 4:03  |
| 5.     | Ghost Train                   | Ayers, Peter Halsall       | 4:27  |
| 6.     | I Don't Depend on You         | Ayers                      | 3:36  |
| 7.     | When Your Parents Go to Sleep | Ayers                      | 4:46  |
| 8.     | M16                           | Ayers                      | 2:54  |
| 9.     | Don't Blame Them              | Ayers                      | 1:53  |
| 10.    | Irene Good Night              | tradicionál, aranžmá Ayers | 2:29  |

## Obsazení
- Kevin Ayers – kytara, zpěv
- Kevin Armstrong – kytara
- Stuart Bruce – klávesy
- Simon Clarke – klávesy
- B. J. Cole – steel kytara
- Ben Darlow – zpěv
- Roy Dodds – bicí
- Simon Edwards – baskytara
- Ollie Halsall – kytara, klávesy
- Gavin Harrison – bicí
- Graham Henderson – klávesy
- Richard Lee – baskytara
- Steve Monti – bicí
- Anthony Moore – klávesy
- Mark E. Nevin – kytara
- Mike Oldfield – kytara
- Danny Thompson – baskytara